# IC 288
IC 288 је спирална галаксија у сазвјежђу Персеј која се налази на листи објеката дубоког неба у Индекс каталогу.
Деклинација објекта је + 42° 23' 16" а ректасцензија 3h 7m 32,8s. Привидна величина (магнитуда) објекта IC 288 износи 14,2 а фотографска магнитуда 15,1. IC 288 је још познат и под ознакама UGC 2544, MCG 7-7-27, CGCG 540-43, PGC 11702.